# Gabriele Rosa
Gabriele Rosa (Iseo, 9 novembre 1812 – Iseo, 25 febbraio 1897) è stato un patriota e scrittore italiano.

## Biografia
Gabriele Rosa nacque a Iseo ma fu mandato a frequentare i primi cinque anni delle scuole elementari a Bergamo con buoni risultati, ospitato presso alcuni parenti. La decisione di iscriverlo al ginnasio purtroppo fu abbandonata a causa dell'improvvisa morte della madre di parto e trovandosi il padre con quattro figli di cui Gabriele era il maggiore fu ritirato dalla scuola dopo cinque mesi e messo a lavorare presso il piccolo forno del padre panettiere. Scriverà: «Levava con i lavoranti a mezzanotte […] proposi tenacemente di continuare da me, senza scorta, tutti gli studi possibili».
Seguace della Giovine Italia, fu per questo arrestato nel 1833, e subito condannato a morte, poi la sua pena fu commutata a tre anni che scontò nella Fortezza dello Spielberg, nella cella vicino a quella di Federico Confalonieri che divenne suo amico, dalla quale fu liberato nel 1838. Rifugiatosi in Piemonte poté far ritorno in Lombardia solo dopo le Cinque giornate di Milano. Fu ospite a Caprino Bergamasco dalla famiglia Malegozzi-Sozzi, dove rimase per molti anni come educatore dei figli (tra cui il compositore Luigi Sozzi) e riuscendo a trovare il tempo di dedicarsi agli studi che aveva abbandonato. Dopo il 1859 iniziò la sua attività d'impegno civile. Il 7 marzo 1860 fu eletto nel consiglio comunale e nominato responsabile degli istituti scolastici e dopo pochi mesi provveditore agli studi di Bergamo, incarico che lo obbligò a dimettersi da consigliere comunale, e a nominare suo segretario Pasino Locatelli. Del 6 novembre 1860 la circolare che Rosa mandò a tutti i direttori e presidi: […] il mondo mira attonito questa spettacolo nuovo della più illustre nazione che sorge con prodigi di nazione d'amore di impegno a conquistare libertà e unità politica. Si dimise dall'incarico il 31 agosto 1862 subito dopo i fatti dell'Aspromonte. La sua collaborazione però rimase attiva nella città di Bergamo, diventando parte  importante in ogni nuova attività cittadina coprendo l'incarico di direttore della Società industriale e del Comizio Agrario, occupandosi di ogni problema che riguardava l'amministrazione. Collaborò alla rivista Bergamo o sia Notizie Patrie. Rosa era molto amato e considerato nella città orobica che anche la madre di Francesco Nullo, quando ricevette una lettera di condoglianze da Giuseppe Garibaldi, si rivolse a lui per avere un testo adatto quale risposta al generale.
Nell'ottobre del 1866 Gabriele Rosa si allontanò da Bergamo trasferendosi a Iseo presentando le dimissioni da ogni incarico pubblico. Molte furono le lettere di richiesta di continua collaborazione anche se da lontano che lo raggiunsero nella nuova residenza. Richieste a cui rispose sempre in forma collaborativa.
La sua autobiografia fu pubblicata postuma nel 1912.
Iseo gli ha dedicato un monumento a fronte dell'imbarcadero.

## Opere

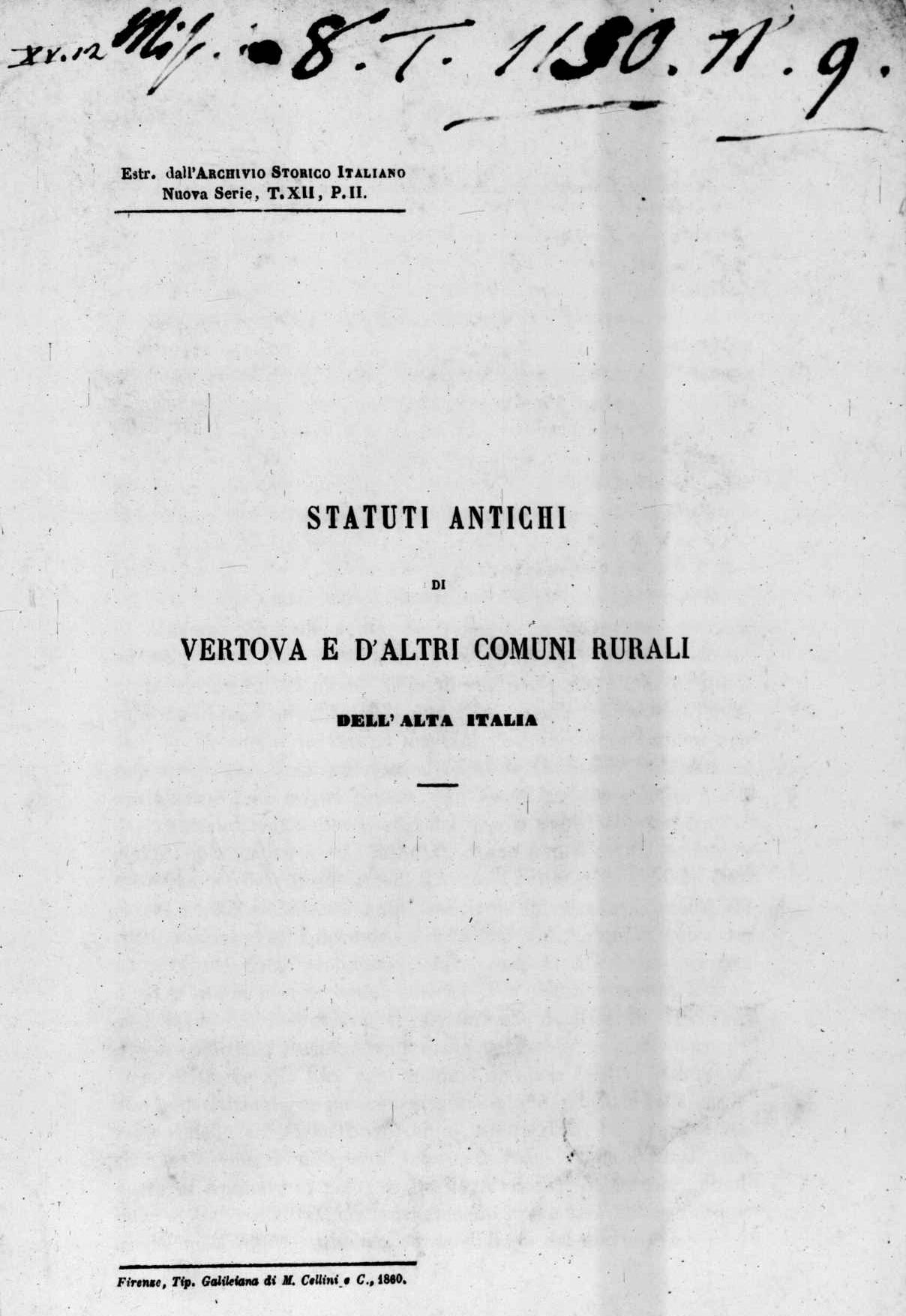
Statuti antichi di Vertova e d'altri comuni rurali dell'alta Italia, 1860

- Genti stabilite fra l'Adda ed il Mincio prima dell'impero romano. Studj, Milano, G. Redaelli, 1844.
- Giornale euganeo di scienze, lettere ed arti, 1846,[3]
- De' Pelasgi in Italia e di alcune loro divinità. Studi, Milano, Pirotta, 1847.
- Documenti storici posti nei dialetti, nei costumi, nelle tradizioni e nelle denominazioni de' paesi intorno al lago d'Iseo. Ricerche, Bergamo, Tipografia Mazzoleni, 1850.
- I feudi ed i comuni della Lombardia, Bergamo, Tipografia Mazzoleni, 1854. (edizione 1857 on-line, su archive.org)
- Dialetti, costumi e tradizioni delle provincie di Bergamo e di Brescia, Bergamo, Tip. Mazzoleni, 1855. (edizione 1858 on-line, su archive.org)
- Il vero nelle scienze occulte. Studi, Milano, Tipografia Valentini e c., 1855.
- Delle leggi di Bergamo nel Medio Evo: ricerche, Bergamo, Tipografia Mazzoleni, 1856
- Sommario di storia della coltura italiana ne' i rapporti a quella e dell'altre nazioni europee, Venezia, Commercio, 1858.
- Scuole primarie a Bergamo, Pagnoncelli, 1859 ?.
- Statuti antichi di Vertova e d'altri comuni rurali dell'alta Italia, Firenze, Tipografia Galileiana, 1860.
- Le origini della civiltà in Europa, 2 voll., Milano, Editori del Politecnico, 1862-63.
- Statuti inediti della provincia di Bergamo anteriori al secolo XVI, Bergamo, Pagnoncelli, 1863.
- Statuta comunis de Vertoa, Brescia, Fiori, 1869.
- Coltura alpina, Milano, 1869.
- Disegno della storia di Ascoli Piceno vol.1 dalle origini al 1421. Brescia 1869.
- Disegno della storia di Ascoli Piceno vol.1. 2 dal 1421 ad oggi. Brescia 1869.
- Roma preistorica, Brescia, Apollonio, 1871.
- Vocabolarietto bresciano-italiano, Brescia, Andrea Valentini, 1872.
- Storia generale delle storie, Milano, Hoepli, 1873.
- San Vigilio vescovo di Brescia, Brescia, Codignola, 1874.
- Siena, Milano, Sale, 1875.
- Relazione sui boschi e sulle selve, Brescia, 1878.
- Sovrimposte fondiarie bresciane, Brescia, 1879.
- Storia naturale della civiltà, Brescia, presso S. Malaguzzi, 1880.
- Storia dell'agricoltura nella civiltà, Milano, Emilio quadrio, 1883.
- Guida al Lago d'Iseo ed alle Valli Camonica e di Scalve, Brescia, [s.n.], 1886.
- Quistioni forestali, Milano, Bellini, 1882.
- Statistica storica della provincia di Brescia Brescia, Apollonio, 1884.
- Studi sociali, Brescia, Apollonio, 1885.
- Studi di storie bresciane, Brescia, Studi Tipografici, 1886.
- Genesi della coltura italiana, Milano, Ulrico Hoepli, 1889.
- Tradizioni e costumi lombardi, Bergamo, Cattaneo, 1891.
- Stampa privata, Brescia, cooperativa tipografica, 1912. (postuma)